# Sexualité et progéniture de Zeus
Pour un article plus général, voir Zeus.
Zeus est parmi les dieux grecs celui dont l'activité sexuelle et le rôle de progéniteur ont suscité le plus de récits. On lui prête plus d'une centaine de relations avec des immortelles comme des mortelles. Il s'unit à plusieurs déesses puissantes, en premier lieu son épouse légitime Héra et donne naissance à plusieurs des divinités majeures des panthéons grecs (Athéna, Apollon, Artémis, Dionysos, Hermès). Il a également des relations sexuelles avec des nymphes (Io, Callisto) ainsi que des reines et princesses mortelles (Alcmène, Europe, Danaé, Léda, etc.), donnant naissance à des demi-dieux qui comprennent certaines des principales figures héroïques de la Grèce antique (Héraclès, Hélène, Persée). 
L'ampleur de ses unions et de sa progéniture reflète une autre facette de la puissance de Zeus, « force créatrice d'une capacité sexuelle inépuisable » (W. Burkert), mâle dominant disposant d'une liberté absolue pour assouvir ses envies, auquel on ne peut résister. Les « aventures » de Zeus ont suscité différents récits plus ou moins développés, dont certains ont eu une postérité importante dans la littérature et l'art, reposant notamment sur le fait qu'il se métamorphose pour parvenir à ses fins, leur aspect licencieux et aussi le motif de la vengeance d'Héra envers les amantes souvent involontaires du roi des dieux et leurs enfants. 
Il y a certes eu des critiques moralisantes sur le fait que des poètes osent décrire la sexualité de Zeus, mais pas sur le comportement du dieu en lui-même, que ce soit l'usage de la force ou de la duperie, ou encore son statut d'adultère, la seule opposition se trouvant dans la jalousie d'Héra qui accompagne souvent ces récits. De nos jours en revanche une relecture de ces mythes met en avant l'aspect prédateur de la sexualité de Zeus, qui rapte et viole des jeunes filles pour son bon plaisir.

## Le principal progéniteur de la mythologie grecque
Zeus est considéré comme le père d'un grand nombre de divinités et de plusieurs « demi-dieux », plus que tout autre dieu. C'est le « père des dieux et des hommes » (Iliade I, 544 ; IV, 235 ; etc. ; Théogonie 542, 643, 848), ce qui se comprend au sens figuré par le fait qu'il est la figure patriarcale par excellence, modèle du père de famille et du maître de maison, mais aussi se comprendre au sens propre, parce qu'il a engendré plusieurs des principales divinités grecques et des héros qui ont eux-mêmes fondé des lignages (Héraclides, Perséides), dont se revendiquent par ailleurs certaines des familles illustres de la Grèce antique (Agiades et Eurypontides à Sparte, Argéades en Macédoine). De fait, être enfanté par Zeus, le plus puissant des dieux, est un gage de puissance et souvent la garantie d'une position élevée dans la société divine ou humaine. Il s'est pour cela uni à des dizaines d'immortelles et de mortelles, les mythographes tardifs arrivant jusqu'à 115 amantes. 
Le plus ancien « catalogue » d'unions de Zeus se trouve dans l’Iliade, dans la bouche même du roi des dieux (XIV, 317-327), alors qu'il explique à Héra qu'il n'a jamais désiré une femme autant qu'elle,. 
Héra, le moment de t'en aller viendra plus tard.

Là, réjouissons-nous d'amour en couchant tous les deux.

Car jamais l'amour d'une déesse ou d'une femme 

n'a autant dominé mon coeur — il inonde, encercle ma poitrine —,

ni quand je m'épris de la femme d'Ixion,

qui engendra Pirithoos, cet homme qui vaut les dieux pour ses conseils,

ni quand je m'épris de Danaé aux belles chevilles, fille d'Akrisiôné,

qui engendra Persée, le plus remarquable de tous les hommes,

ou de la fille de Phénix (Europe), dont la gloire porte loin,

qui pour moi engendra Minos et Rhadamante, qui vaut un dieu,

ou de Sémélé, ou, à Thèbes, d'Alcmène,

qui mit au monde Héraclès, puissant dans sa pensée,

et Sémélé engendra Dionysos, enchantement des mortels,

ou de Déméter, reine aux belles tresses,

ou de létô la splendide, ou de toi-même,

comme je suis maintenant épris de toi et que me prend un exquis désir.
— Homère (trad. P. Judet de La Combe), Iliade, XIV, 313-325.
| Avatar                 | Femme/Maîtresse Amant                | Enfants(s)                                                                                   |
| ---------------------- | ------------------------------------ | -------------------------------------------------------------------------------------------- |
| Apparence d'Amphitryon | Alcmène                              | Héraclès                                                                                     |
|                        | Ananké                               | Les Moires                                                                                   |
| Satyre                 | Antiope                              | Amphion, Zéthos                                                                              |
|                        | Astéria                              |                                                                                              |
|                        | Calliope                             | Les Corybantes                                                                               |
| Apparence d'Artémis    | Callisto                             | Arcas                                                                                        |
|                        | Calycé                               | Éthlios, Endymion                                                                            |
|                        | Carmé                                | Britomartis                                                                                  |
| Pluie d'or             | Danaé                                | Persée                                                                                       |
|                        | Déméter                              | Coré, aussi appelée Perséphone                                                               |
| Cheval                 | Dia                                  | Pirithoos                                                                                    |
|                        | Dino                                 | Orséis, Cyllène (?), les naïades (?), Scamandre (?)                                          |
|                        | Dioné ou Thalassa (?)                | Aphrodite                                                                                    |
|                        | Dorippé ou Pyrrha                    | Hellen                                                                                       |
| Aigle                  | Égine                                | Éaque                                                                                        |
|                        | Élara                                | Tityos                                                                                       |
|                        | Électre                              | Dardanos, Émathion, Iasion, Harmonie                                                         |
|                        | Thyia                                | Magnès                                                                                       |
|                        | Éos                                  | Hersé                                                                                        |
|                        | Éris (?)                             | Até, Tyché et les Lites                                                                      |
|                        | Eunomie, Héra, Aphrodite ou Eurynomé | Hégémone                                                                                     |
| Taureau blanc          | Europe                               | Minos, Rhadamanthe, Sarpédon                                                                 |
| Fourmi                 | Euryméduse                           | Myrmidon                                                                                     |
|                        | Eurynomé                             | Les Charites                                                                                 |
|                        | Gaïa                                 | Tityos, Manès                                                                                |
| Aigle                  | Ganymède                             |                                                                                              |
|                        | Héra                                 | Ilithyie, Hébé, Héphaistos, Arès, Ényo et Éris                                               |
|                        | Himalia                              | Cronios, Spartaios, Cytos                                                                    |
|                        | Hybris, Thymbris ou Callisto         | Pan                                                                                          |
| Nuage                  | Io                                   | Épaphos                                                                                      |
|                        | Iodamé                               | Thébé                                                                                        |
|                        | Lamia                                |                                                                                              |
|                        | Laodamie                             | Sarpédon                                                                                     |
| Cygne                  | Léda ou Némésis                      | Castor et Pollux, Clytemnestre (?), Hélène                                                   |
|                        | Léto                                 | Apollon, Artémis                                                                             |
|                        | Maïa                                 | Hermès                                                                                       |
|                        | Méra (de)                            | Locros                                                                                       |
|                        | Métis                                | Athéna                                                                                       |
|                        | Mnémosyne                            | Les Muses : Calliope, Clio, Erato, Euterpe, Melpomène, Polymnie, Terpsichore, Thalie, Uranie |
|                        | Niobé                                | Argos, Pélasgos                                                                              |
|                        | Olympias                             | Alexandre le Grand                                                                           |
|                        | Pandore                              | Latinus                                                                                      |
| Hadès                  | Perséphone                           | Zagrée                                                                                       |
|                        | Ploutô                               | Tantale                                                                                      |
|                        | Podarge                              | Xanthe et Balios                                                                             |
|                        | Protogénie                           | Éthlios, Étolos                                                                              |
|                        | Séléné                               | Hersé, Pandia, le lion de Némée (?)                                                          |
|                        | Sémélé                               | Dionysos                                                                                     |
|                        | Taygète                              | Lacédémon                                                                                    |
|                        | Thalie ou Arémosyne (?)              | Les jumeaux Paliques                                                                         |
|                        | Thémis                               | Les Heures, les Moires, Astrée, Némésis                                                      |
|                        | Thémisto                             | Ister                                                                                        |

Pour autant, Zeus ne parvient pas toujours à ses fins. Astérie, sœur de Létô, préfère se jeter à l'eau, et est transformée par le dieu en île, qui devient Délos, où sa sœur accouche d'Artémis et d'Apollon. La nymphe Sinopé se joue de lui : alors qu'il l'a enlevée et cherche à la convaincre de coucher avec lui en lui promettant d'accéder à n'importe lequel de ses désirs, elle lui dit qu'elle désire rester vierge et Zeus est obligé de tenir sa parole. Thétis est également poursuivie par Zeus, selon la tradition à laquelle renvoie la trilogie prométhéenne d'Eschyle, mais alors qu'elle cherche à lui échapper Prométhée informe le dieu que s'il s'unit à elle il aura un enfant plus puissant que lui, donc il renonce.

## Dans la sphère divine

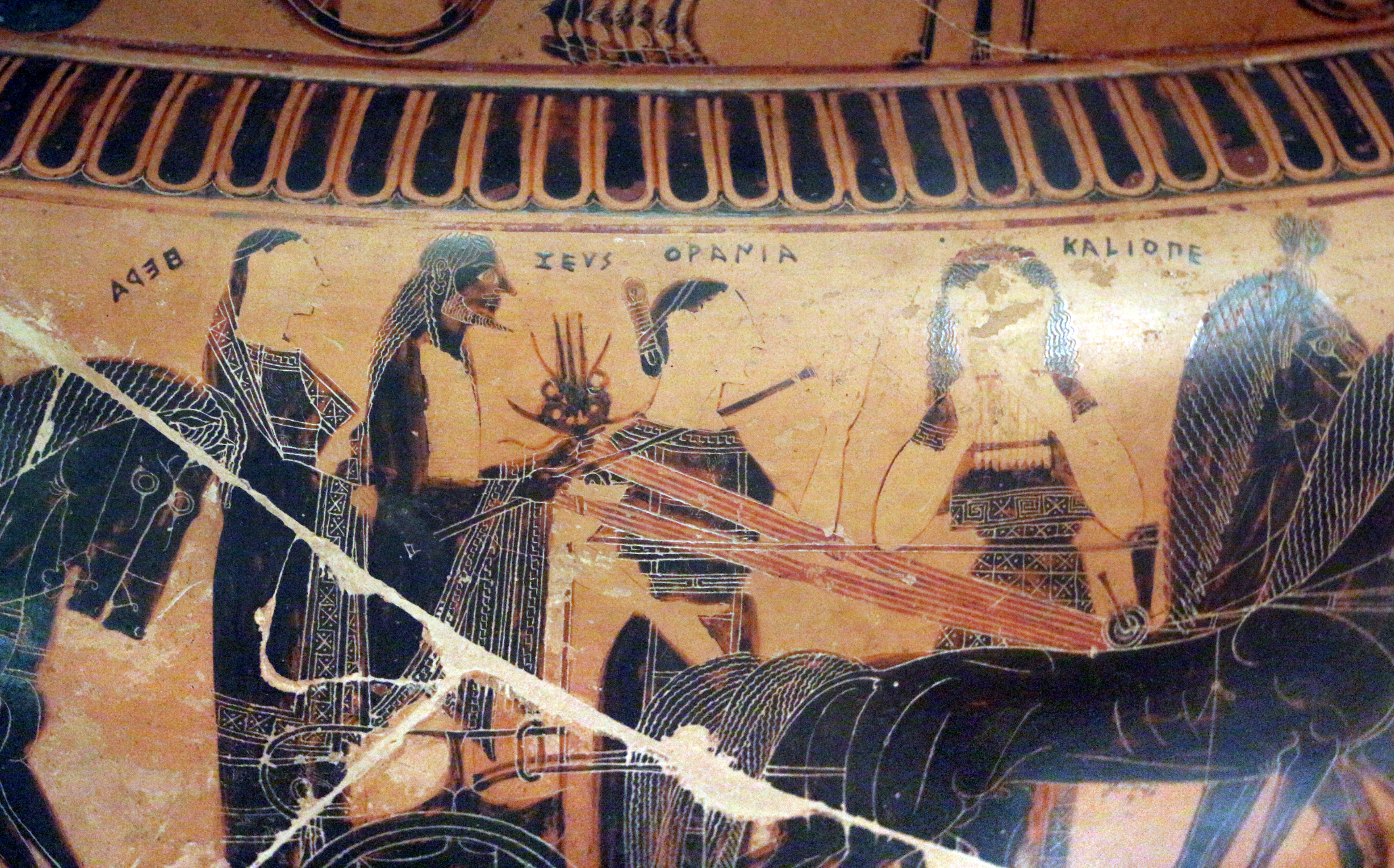
Zeus conduisant un char, sur lequel se trouve aussi son épouse Héra, accompagné par deux Muses, Uranie et Calliope. Détail du Vase François, v. 570 av. J.-C. Musée archéologique national (Florence).

Zeus est le père d'un grand nombre de divinités, parmi lesquelles se trouvent plusieurs des figures majeures de la religion grecque (mais aussi de nombreuses divinités secondaires). Parmi les principales divinités grecques, celles qui ne sont pas frère ou sœur de Zeus sont ses enfants,,.
Dans la Théogonie, Hésiode consacre une longue section aux unions de Zeus (886-923), qu'il déroule suivant un ordre chronologique : Métis, Thémis, Eurynomé, Déméter, Mnémosyne, Létô. Héra est la toute dernière épouse (921),. Hésiode connaît aussi d'autres unions, exposées ensuite : Maïa, Sémélé, Alcmène. Cette description répond à un objectif accompagnant sa description de la mise en place de l'ordre de Zeus dans l'univers, autour de ses femmes et de ses enfants, une famille élargie incluant aussi ses frères et leurs enfants, symbolisant la manière dont le monde se réorganise autour de lui,. La chronologie qu'il donne n'a néanmoins rien de canonique, puisque le Pseudo-Apollodore fait d'Héra la première union de Zeus, toutes les autres venant ensuite. Les unions et filiations ne sont pas non plus fixées, comme le montrent les incertitudes autour de la paternité de Zeus pour Aphrodite et Héphaïstos. 

### Héra et ses enfants

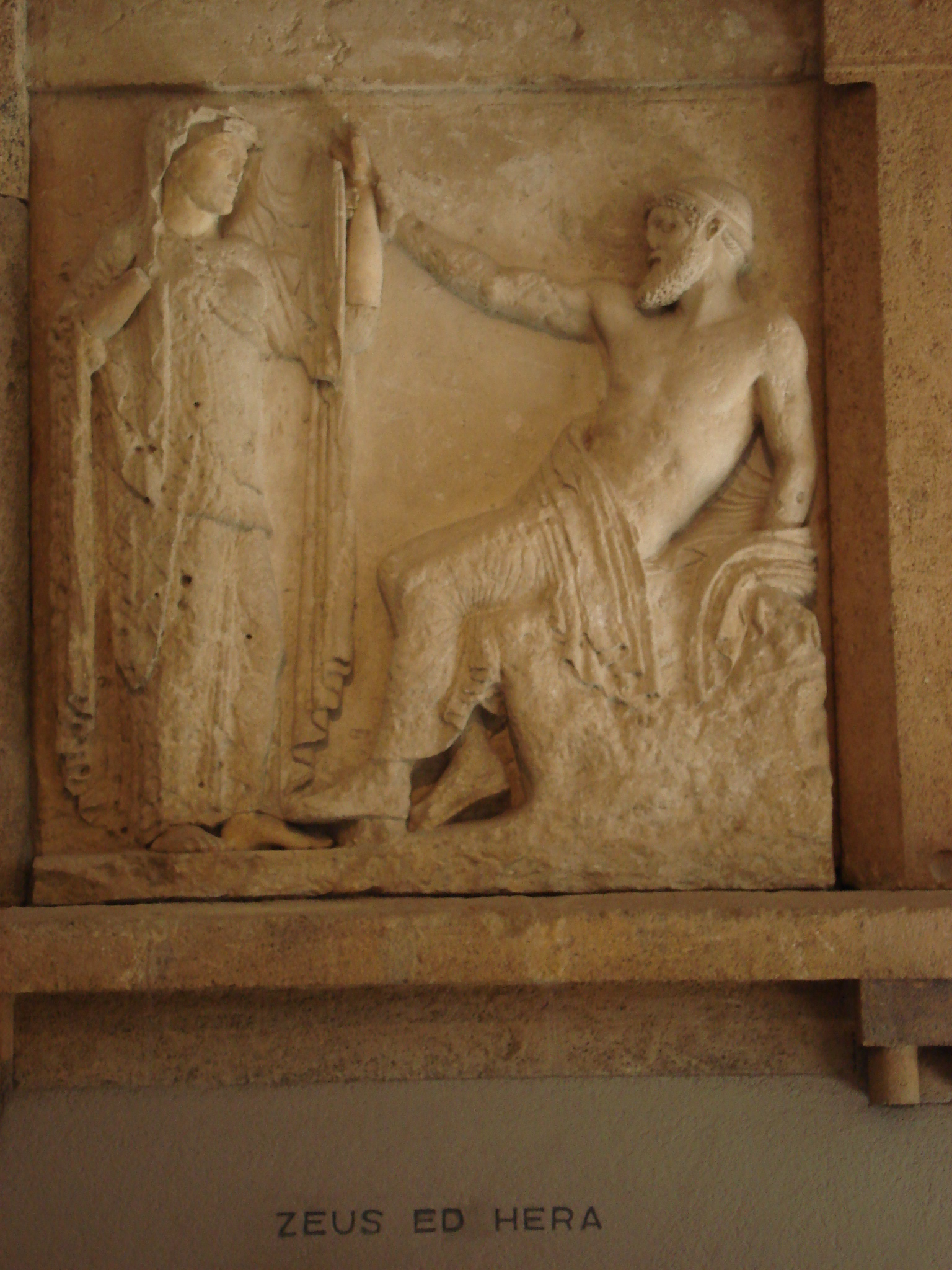
Zeus et Héra. 450 avant J.C. Provenant du temple E de Sélinonte: la sculpture, qui était à l'origine polychrome, est en calcaire, à l'exception des membres de la déesse, qui sont en marbre blanc. Musée archéologique régional de Palerme.

Malgré ses multiples relations féminines, Zeus est principalement associé à Héra, sa sœur et épouse, la reine des dieux (elle lui reprend son épithète Basileia, « Royale » ou « Reine »), qui occupe une position privilégiée à ses côtés, parce qu'elle partage sa couche et son trône. Ils forment manifestement un couple dès l'époque mycéniennes (XIIIe siècle av. J.-C.), puisqu'ils sont associés dans une tablette de Pylos relative à leur culte. Ils sont de plus associés à Drimios qui est dit « fils de Zeus », donc qui semble être leur enfant, figure divine qui a disparu dans les panthéons grecs postérieurs.
Si on suit Hésiode, Héra est sa dernière épouse et surtout son « épouse définitive », une union qui permet de stabiliser la société divine,. Ils forment dès lors le couple central de la famille divine grecque, et peuvent être vus comme l'archétype du couple marié. Homère (Iliade XIV, 293-296) et des traditions locales narrent les amours secrètes de jeunesse de Zeus et d'Héra, faisant remonter leur relation amoureuse bien avant leur mariage,. Le fait qu'ils soient frère et sœur ne fait pas obstacle à leur union, le tabou de l'inceste n'existant pas pour les dieux. Au contraire, cela conforte la position d'Héra qui, en tant que sœur et fille aînée de Cronos, est son égale par la naissance et n'a aucun mal à s'opposer à lui s'il le faut.
Héra donne au moins trois enfants à Zeus, selon la liste donnée par Hésiode (921-923) : Ilithyie la déesse de l'accouchement, Hébé la déesse de la jeunesse (donnée en mariage à Héraclès pour sceller son entrée dans l'Olympe) et Arès le dieu de la guerre. Le statut d'Héphaïstos le dieu des artisans varie selon les auteurs : pour Hésiode il est né d'Héra seule, en vengeance du fait que Zeus avait donné seul naissance à Athéna ; pour Homère il est le fils de Zeus et d'Héra. Il manque un prince héritier au couple royal. Arès n'en a pas les caractéristiques, encore moins Héphaïstos. Du point de vue de Zeus, c'est sans doute plus une qualité qu'un défaut d'Héra : elle ne met pas au monde un successeur potentiel, qui le renverserait comme il a lui-même renversé Cronos avec l'appui de sa mère Rhéa. Une version du mythe de Typhon, contenue dans l’Hymne homérique à Apollon, rapporte néanmoins qu'Héra fait naître le monde pour se venger de Zeus. Mais même dans ce cas-là, ce mythe peut s'interpréter comme une manière de confirmer l'ordre de Zeus et la place d'Héra à ses côtés.
Ce statut d'épouse légitime du patriarche et roi et de maîtresse de sa maison expliquent une grande part de ses actions dans la mythologie : elle protège son statut et ses prérogatives contre ses potentielles concurrentes, s'oppose aux enfants non légitimes et les admet après leur avoir fait passer des sortes d'épreuves. Elle apparaît alors comme la farouche gardienne de la légitimité et de l’intégrité de la famille olympienne, quand bien même il faut pour cela qu'elle s'oppose à Zeus, dont elle est l'« ennemie intime » (V. Pirenne-Delforge et G. Pironti), celle qui le connaît le mieux et qui le plus à même de lui faire face. Les crises au sein du couple, généralement liées aux incartades de Zeus, trouvent toujours leur solution, et permettent en fin de compte de réaffirmer la souveraineté de Zeus.
Un long passage de l’Iliade (XIV, 153-360) qui a suscité de nombreux commentaires sur les rapports entre Héra est Zeus est la « tromperie de Zeus » (Dios Apate). Pour braver l'interdiction faite par Zeus aux dieux d'intervenir sur le champ de bataille opposant Achéens et Troyens, la déesse élabore un stratagème qui consiste à le séduire pour détourner son attention et permettre à Poséidon de se rendre sur le lieu des combats. Elle obtient d'Aphrodite un ruban qui détient le pouvoir de charmer quiconque, en utilisant pour prétexte la réconciliation de Téthys et d'Océan. Elle s'assure aussi l'appui du dieu Hypnos, qui doit endormir Zeus une fois qu'elle l'aura charmé. Son plan fonctionne : aussitôt qu'il l'aperçoit alors qu'il est sur le mont Ida, Zeus tombe sous le charme de son épouse, se remémore leurs amours de jeunesse, succombe à son désir. Leur union sexuelle a un pouvoir fertilisateur qui permet à la nature de s'épanouir. Lorsqu'il se réveille, il réalise la tromperie et répète sa menace à l'encontre de ceux qui interviennent sur le champ de bataille, rappelant à Héra le moment où il l'a suspendue dans les airs,. Cet épisode donne en particulier un aspect érotique à la figure d'Héra, qui a suscité des critiques dès l'Antiquité (par Platon et par Plutarque) car la déesse s'éloigne de l'image d'épouse respectable qui est la sienne, pour plutôt ressembler à Aphrodite, et aussi des interprétations allégoriques sur la sexualité du couple royal divin, Zeus s'apaisant une fois qu'il a émit sa semence dans son épouse.
Héra, promptement, parvint au Gargaros, cime 

du haut Ida. Zeus qui rassemble les nuages la vit.

Quand il la vit, l'amour recouvrit ses denses pensées,

comme la première fois qu'ils s'unissaient d'amour,

lorsque, à l'insu de leurs parents, ils se rendaient au lit.
— Homère (trad. P. Judet de La Combe), Iliade, XV, 292-296.
Le culte associe souvent les deux époux. Héra possède un temple dans le grand sanctuaire de son mari à Olympie, lui apparaît dans ses grandes fêtes à Samos et à Argos, où sont notamment relocalisées les grandes fêtes de Zeus de Némée. Plusieurs rituels expliqué par des mythes locaux ont pour sujet leur mariage et ses soubresauts, notamment leur séparation temporaire. En Crète on célèbre leur mariage et il semble aussi qu'on le reproduise, alors qu'à Platées on conjure leur séparation et on célèbre leur réconciliation lors des Daidala. En Attique, Zeus est associé aux sacrifices adressés à Héra lors du mois des mariages, Gamelion, notamment lors du rituel de « Mariage sacré » (hieros gamos) qui commémore leur union,. L'association de Zeus à Héra dans le culte l'oriente donc plus spécifiquement vers la sphère du mariage qui est placée sous le patronage de son épouse.

### Déméter et Perséphone
Une autre de ses sœurs, Déméter, déesse de l'agriculture et de la fertilité, lui donne pour fille Perséphone/Korè (Théogonie, 912-914). L’Odyssée (125-128) rapporte aussi que Zeus foudroie un amant mortel de Déméter, Iasion. C'est le roi des dieux qui donne l'autorisation à Hadès d'enlever Perséphone pour en faire son épouse (Théogonie 913-914 ; surtout l'Hymne homérique à Déméter), au grand dépit de sa mère. En revanche, celle-ci cesse de rendre la terre fertile, ce qui provoque l'intervention de Zeus qui parvient à trouver un arrangement favorable à Déméter et à Hadès dans lequel Perséphone passe un tiers de l'année aux Enfers et le reste sur Terre,.

### Métis et Athéna

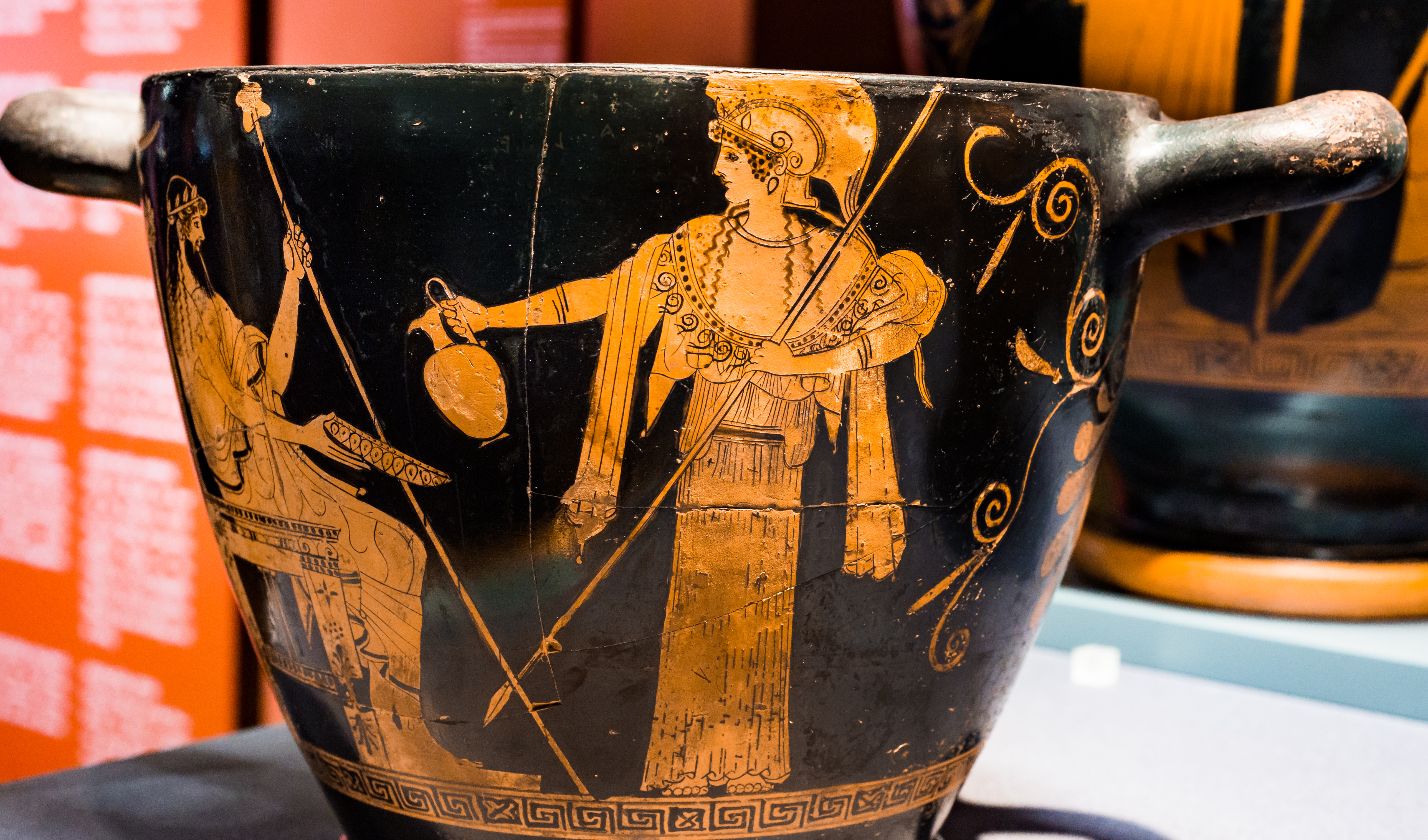
Athéna versant du vin à Zeus. Skyphos à figures rouges attribué au « Peintre de Lewis », v. 480-470 av. J.-C. Musée d'Histoire de l'art de Vienne.

Dans la liste d'Hésiode (886-900), Métis, celle qui sait plus de choses que tout autre être, est la première épouse de Zeus, et c'est du reste la seule avec Héra à porter explicitement ce titre. Comme Gaïa et Ouranos prédisent qu'elle lui donnera un fils qui le détrônera, il l'avale alors qu'elle est enceinte de leur premier enfant, Athéna. Il la met donc au monde lui-même : selon la version la plus courante, elle sort par son crâne, fracassé par le marteau d'Héphaïstos, et en sort toute armée,,. 
Zeus entretient une relation privilégiée avec sa fille Athéna. Parce qu'elle est née de lui seul, elle est « celle des enfants de Zeus qui est toute à lui et de lui » (T. Gantz). Dans le chant V de l'Iliade (880), Arès reproche à Zeus de lui laisser faire ce qu'elle veut parce qu'elle est née de lui seul. Les épopées homériques en font clairement la fille favorite de Zeus, celle qui le connaît le mieux et qui sait obtenir ses faveurs. Elle l'assiste au combat et accomplit ses décisions. Ce lien privilégié se voit aussi dans le culte, en particulier à Athènes, où les deux sont associés en tant que garants du corps social, de la souveraineté et des institutions,. Quant à Métis, sa postérité se trouve dans le fait que Zeus absorbe son intelligence et qu'Athéna en hérite aussi. 

### Thémis, les Heures et les Moires
Thémis, incarnation de la norme et garante de l'ordre, est la seconde femme à laquelle s'unit Zeus dans la liste d'Hésiode (901-911). Chez Homère elle fonctionne plutôt comme une assistante ordonnée de Zeus, pour lequel elle organise un banquet et elle réunit les dieux. Selon Hésiode elle enfante de Zeus les trois Heures, Dikè « Justice », Eunomia « Règle/Bonne loi » et Eiréné « Paix », et les trois Moires, qu'il fait pourtant les filles de Nyx, la Nuit, dans un autre passage (217). Dans Les Travaux et les Jours, il évoque encore le fait que Dicè est assise auprès de Zeus et lui fait des rapports sur le comportement des humains injustes (257-262),. Hésiode fait donc de l'union de Zeus avec Thémis une manière de placer le règne du dieu sous le signe de la « norme » : les Moires sont ainsi des « puissances de distribution, de rétribution et de régulation, qui surveillent les étapes à franchir et les limites à ne pas franchir, ces déesses se révèlent étroitement solidaires d’une « normativité » que Zeus interprète et réalise » (G. Pironti).
(Zeus) choisit en deuxième la claire Thémis, qui fut mère

et des Heures Justice, Règle et Paix florissante,

— qui donnent heur aux travaux quotidiens des hommes qui meurent —

et des soeurs Clotho, Lachésis, Atropos et des Moires, qui sont chargées du suprême honneur par Zeus dieu de ruse :

distribuer aux hommes bonne et mauvaise fortune.
— Hésiode (trad. P. Brunet), Théogonie, 901-906.

### Létô, Apollon et Artémis

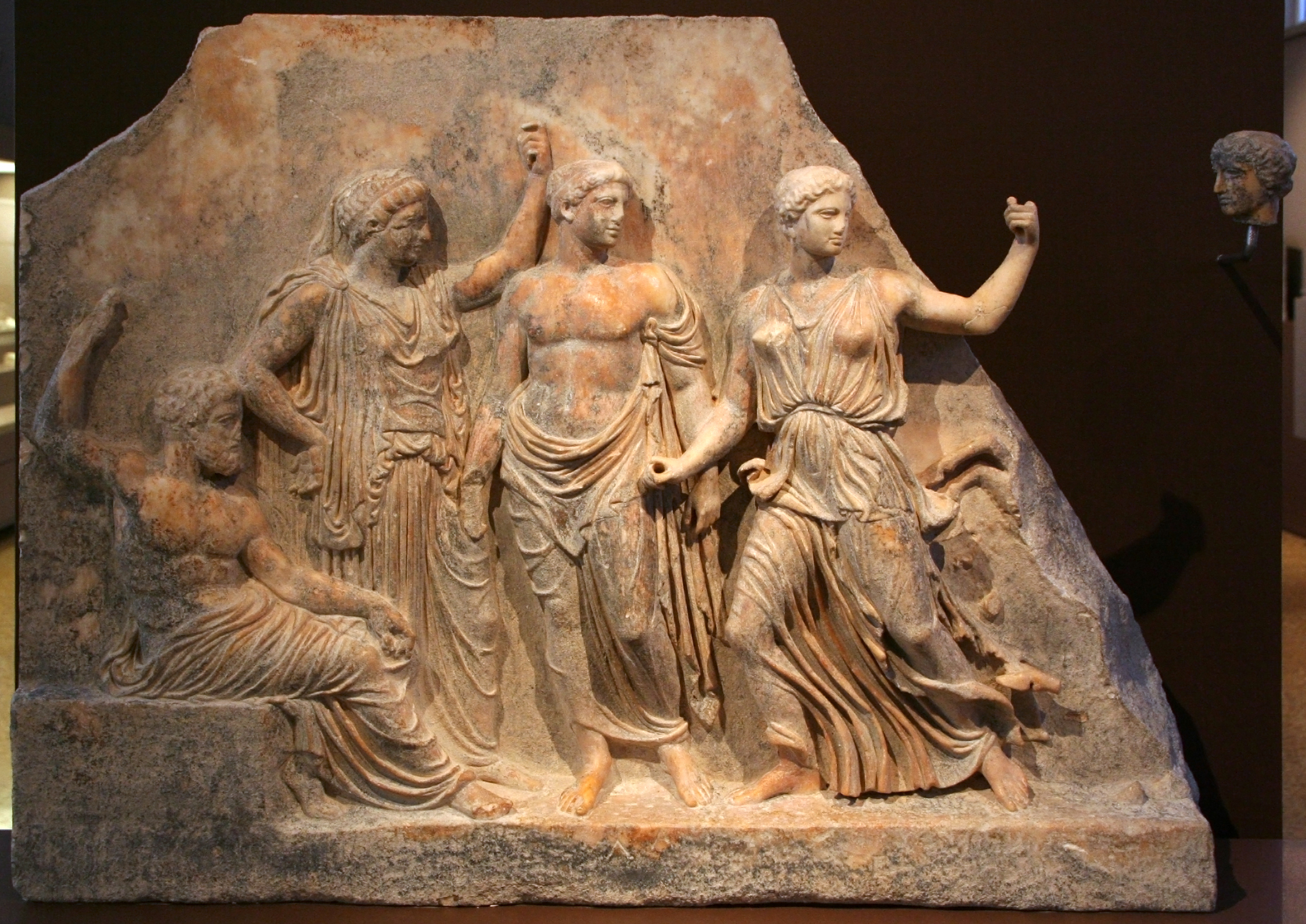
Bas-relief représentant de gauche à droite Zeus, Létô, Apollon et Artémis. Fin du Musée archéologique de Brauron.

Artémis et Apollon sont les enfants de Zeus et de Létô, une Titanide. Le récit de leur naissance est longuement développé dans l’Hymne homérique à Apollon (14-126), notamment les difficultés causées par la rancœur d'Héra et la mise au monde sur la petite île de Délos. Dans l’Iliade, Létô est une des résidentes de l'Olympe,. Dieu de la divination, Apollon est celui qui connaît les volontés de Zeus et les transmet aux humains. Dans les mythes, il s'engage dans plusieurs affrontements ou litiges avec d'autres personnages divins (Hermès) ou semi-divins (Héraclès), obligeant son père à intervenir à plusieurs reprises. Mais la plus importante crise entre les deux survient quand Zeus foudroie Asclépios, fils d'Apollon, parce qu'il a percé le secret de la résurrection des morts. Ne pouvant exercer sa vengeance contre son père, Apollon se tourne vers les Cyclopes, qui lui ont donné la foudre. En punition, il doit servir pendant une année un mortel, Admète.

### Maïa et Hermès
Hermès est le fils de Zeus et de Maïa, fille d'Atlas et une des Pléiades. L'hymne homérique consacré à celui-ci relate comment il est né, et comment son père lui confie ses attributions, dans le cadre du règlement d'un litige qui l'oppose à Apollon à qui il a volé du bétail. Dans les mythes, il est le héraut et messager des dieux, en premier lieu au service de son père qui fait souvent appel à lui pour communiquer avec les humains. Il agit à plusieurs reprises pour contrecarrer les plans de vengeance d'Héra contre des amantes de Zeus ou leur progéniture (notamment Héraclès et Dionysos). Il semble aussi jouer un rôle dans l'intronisation des rois pour le compte de son père (il donne à Pélops le sceptre qui lui a confié son père : Iliade II, 103-104). Sur des vases peints archaïques, c'est Hermès qui tient la balance de Zeus qui scelle le sort d'Hector lors de son combat contre Achille. Il intervient aussi de manière décisive lors du combat entre Zeus et Typhon pour aider son père,,.

### Sémélé et Dionysos
Dionysos est un cas à part parmi la progéniture divine de Zeus, puisqu'il est le fils d'une mortelle, Sémélé, princesse de Thèbes, fille du roi Cadmos et de la déesse Harmonie. C'est également une exception parmi les amantes mortelles de Zeus puisque leur liaison semble avoir duré un certain temps. Mais elle connaît un dénouement funeste, qui a donné lieu à diverses variantes. La plus commune rapporte que la princesse, trompée par Héra, demande à Zeus de lui apparaître dans toute sa gloire, ce qui ne peut que lui être fatal. Zeus s'exécute car il a promis d'accéder à n'importe lequel de ses vœux, mais avant qu'elle ne meure il enlève Dionysos et le place dans sa cuisse, d'où il naîtra. Après avoir survécu à la colère d'Héra et pris place dans la société divine, Dionysos va la chercher aux Enfers, pour qu'elle devienne immortelle et prenne place dans l'Olympe,.

### Autres unions divines
Eurynomé, fille d'Océanos, donne selon Hésiode (906-911) naissance à un autre trio de déesses, les Charites, les « Grâces », Aglaé, Euphrosyne et Thalie. Le pseudo-Apollodore (III, 12, 6) rajoute parmi les enfants issus de cette union le dieu fleuve Asopos.
Mnémosyne, une Titanide, personnification de la mémoire, engendre après neuf nuits d'amour les neuf Muses dans la Théogonie. Mais les traditions grecques postérieures ne le suivent pas toutes : Pausanias rapporte ainsi une variante dans laquelle Zeus n'est que le père des plus jeunes Muses, les plus anciennes étant les filles d'Ouranos et de Gaïa. Hésiode loue dans plusieurs passages ces déesses des arts, qui exécutent des chants et des danses qui ravissent Zeus et les autres immortels (leur premier chant est une célébration de la victoire sur les Titans) et donnent aux rois et aux poètes des dons d'éloquences,.

### Dioné et Aphrodite (?)
Aphrodite est selon Homère la fille de Dioné et de Zeus (Iliade V, 370-371), alors qu'Hésiode en fait la fille d'Ouranos châtré par Cronos (Théogonie, 188-206 ; Dioné est donc absente de sa liste des femmes de Zeus), version qui devient dominante,. Dioné est une figure spéciale parmi les unions de Zeus, puisque son nom est probablement la contrepartie féminine de Zeus et qu'elle pourrait avoir été une de ses épouses avant l'époque historique (elle est attestée dans des tablettes mycéniennes). Elle est sa compagne à la place d'Héra dans le panthéon de Dodone. Phérécyde la présente comme une nymphe, tandis qu'Apollodore en fait une Titanide, ce qui paraît en accord avec les traditions archaïques,.

## Dans la sphère mortelle
Zeus est également le père de nombreux personnages de l'« âge héroïque », des « demi-dieux » mortels qu'il a enfantés avec des divinités mineures (notamment des Nymphes) ou bien des mortelles, généralement des princesses. Bien qu'en règle générale il soit mû par son désir sexuel (sauf dans le cas d'Héraclès) et ne présente pas un intérêt prolongé pour l'objet de son affection (excepté Sémélé et Ganymède qui intègrent la société olympienne), les relations sexuelles de Zeus avec des mortelles plus ou moins forcées débouchent en effet toutes sur des naissances. 
Plusieurs de ces unions (mais pas toutes) ont fait l'objet de mythes, mis en récit par des poètes ou exposés par des mythographes, qui s'intéressent souvent aux ruses mises en place par Zeus pour parvenir à ses fins, notamment ses métamorphoses. Les récits relatifs à plusieurs de ces unions sont également marqués par la colère d'Héra, épouse légitime bafouée par Zeus, qui se porte contre les mères voire contre les enfants. Ces histoires ont certes des aspects érotiques qui expliquent leur popularité, mais elles ont plus encore une dimension religieuse et sociale, servant notamment pour le prestige de localités associées aux unions du dieu ou de lignages et cités qui se rattachent à un de ses enfants,. La finalité de ces unions est essentiellement la procréation, la constitution d'une nouvelle lignée descendant de Zeus, ce qui explique le rôle effacé que jouent plusieurs des femmes avec lesquelles Zeus couche. Suivant les mentalités antiques, la manière dont le dieu parvenait à ses fins importait peu, et il était considéré que la mère devait s'estimer heureuse d'avoir été choisie par le plus puissant des dieux. 

### Alcmène et Héraclès
Héraclès, l'homme le plus fort du monde, est le principal héros humain enfanté par Zeus. Pour une fois, selon ce qui est conté dans l’Iliade, le but du dieu était bien de mettre au monde un mortel hors norme qui serait roi d'Argos. Il choisit donc pour mère Alcmène, épouse d'Amphitryon, un des membres de la lignée royale argienne. Il prend l'apparence de son mari, fait en sorte que la nuit dure trois fois plus que la normale, et couche avec elle. Son mari apprend plus tard la tromperie, alors qu'Alcmène est également enceinte d'un second enfant qui est bien de lui. Héra contrecarre les projets de Zeus en avançant la venue au monde d'Eurysthée, un autre membre de la lignée royale, qui devient roi. Héraclès est donc condamné à vivre comme son serviteur dans son royaume, ou bien à errer en dehors, subissant à plusieurs reprises la colère d'Héra et nécessitant parfois l'appui de Zeus (et surtout d'Athéna). Il surmonte cependant ces épreuves, et après sa mort il est rendu immortel et intègre l'Olympe avec l'assentiment d'Héra, recevant en mariage la déesse Hébé, fille de Zeus et d'Héra. Parmi les mortels, les descendants d'Héraclès forment la lignée des Héraclides, dont se revendiquent plusieurs lignages grecs, parmi lesquels les deux dynasties royales de Sparte.

### Léda, Némésis et Hélène

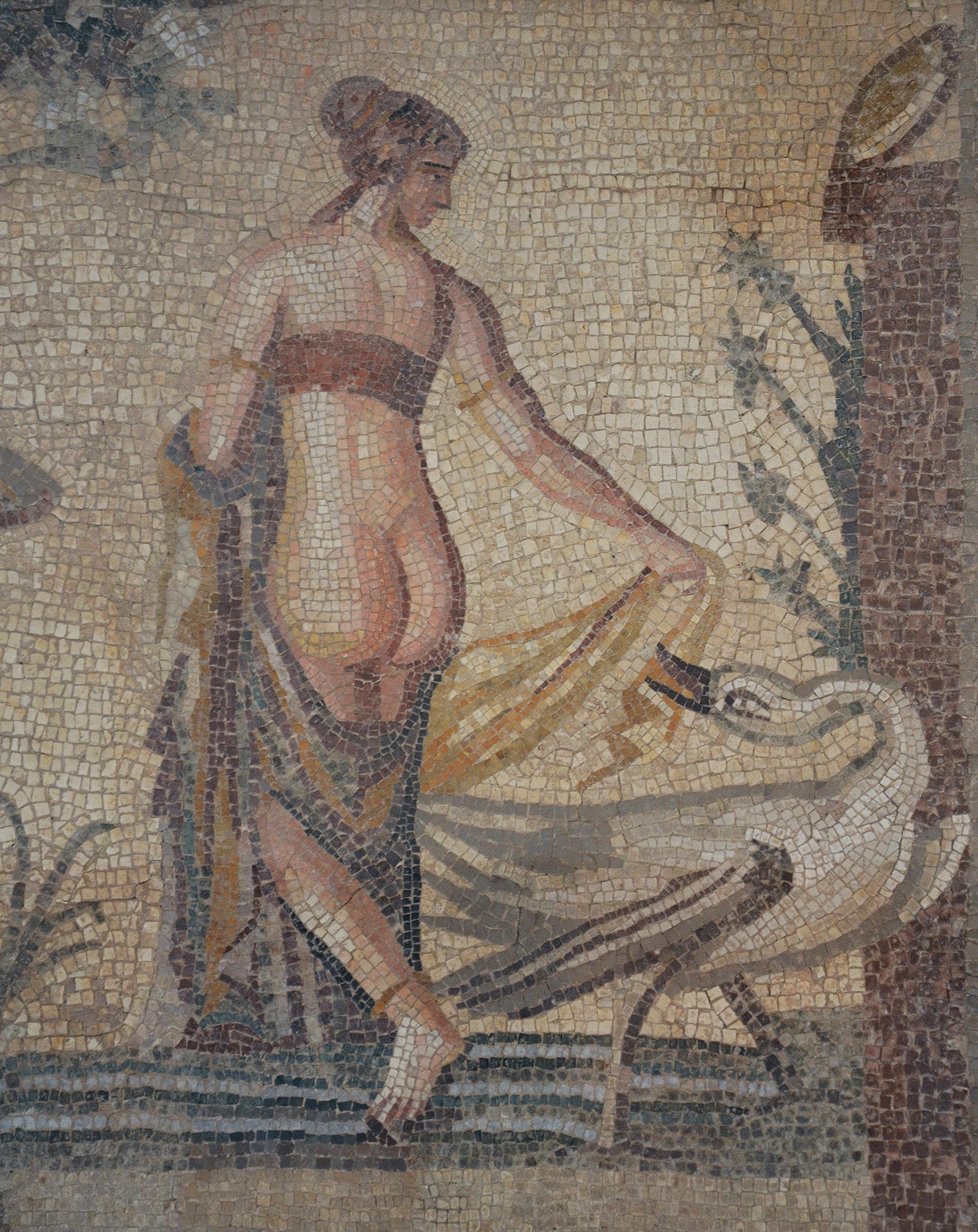
Léda et Zeus métamorphosé en cygne. Mosaïque de Palaipafos (Chypre), ap. J.-C. Musée de Palaipafos.

Hélène, la plus belle femme du monde, est la principale héroïne mortelle née de Zeus. Plusieurs versions de sa naissance existent, dans lesquelles son père est systématiquement Zeus, mais sa mère est ou bien la déesse Némésis, la personnification de la rétribution, ou bien la mortelle Léda, reine de Sparte, épouse de Tyndare. Selon les Chants cypriens, Zeus pourchasse Némésis qui se refuse à lui, se transformant à plusieurs reprises, parvenant finalement à s'accoupler avec elle alors qu'il est sous la forme d'une oie et elle sous celle d'un cygne. Léda est alors sa mère adoptive. Dans les versions où Léda est la mère d'Hélène, notamment celle d'Euripide, Zeus se métamorphose là encore en cygne et s'unit à la mortelle. C'est cette variante qui finit par s'imposer dans la littérature comme dans l'art,,. Hélène a pour frères les Dioscures, Castor et Pollux (Polydeuce), le second étant selon la version la plus courante également un fils de Zeus (dans l'Odyssée ils le sont tous les deux, dans le Catalogue des femmes d'Hésiode aucun des deux ne l'est).

### Danaé et Persée
Un autre grand héros né de Zeus est Persée, dont la mère est Danaé, princesse de Sparte fille d'Acrisios. Son père ayant reçu pour prophétie que son petit-fils le tuerait une fois devenu adulte, il enferme sa fille, dans une chambre souterraine de bronze ou bien une tour de bronze, afin qu'aucun homme ne puisse l'approcher. C'est sans compter sur la ruse de Zeus, qui se métamorphose en pluie d'or pour s'unir à elle.

### Europe et ses fils

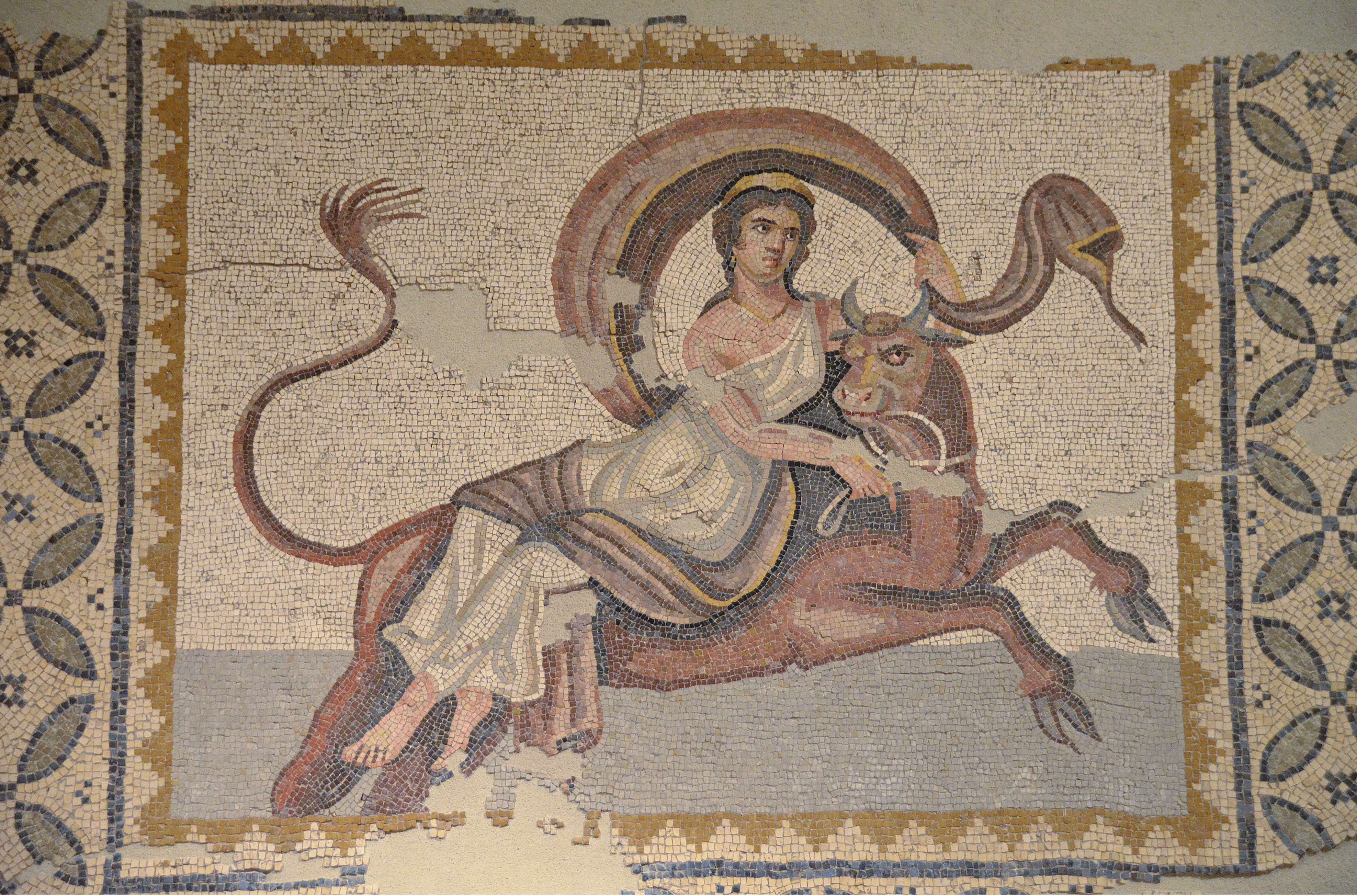
Le rapt d'Europe par Zeus sous la forme d'un taureau. Mosaïque de Byblos (Liban), III ap. J.-C. Musée national de Beyrouth.

L'un des récits de rapt de Zeus les plus populaires est celui d'Europe, la fille du roi Agénor de Tyr (en Phénicie). Alors qu'elle est sur la plage en compagnie de ses suivantes, Zeus se métamorphose en taureau, l'attire vers lui et l'emporte dans la mer, jusqu'en Crète. Elle donne naissance à Minos et Rhadamante, et aussi à Sarpédon selon certains auteurs. Zeus offre de somptueux cadeaux à Europe, dont il arrange ensuite le mariage avec Astérios, roi de Crète, ce qui permet à son fils Minos de devenir roi à son tour,,. Minos et Rhadamante deviennent après leur mort des juges du monde infernal, le second étant en particulier associé à l'exercice de la justice. Quant à Sarpédon, son statut de fils d'Europe et donc de membre de la fratrie est incertain dans les textes antiques. Cela est complexifié parce qu'il semble que plusieurs personnages ont pu porter ce nom, avant d'être fondus en un seul avec le temps. Dans l’Iliade, Sarpédon est fils de Zeus et de Laodamie, fille de Bellérophon, et un combattant émérite du côté des Troyens. Sa mort donne lieu à un passage pathétique durant lequel Zeus envisage un temps de renverser le sort pour sauver son fils, mais est convaincu par Héra de ne pas le faire. Elle est aussi le sujet d'une tragédie d'Eschyle connue seulement par quelques fragments, Les Cariens (ou Europe), dans laquelle Europe, ici sa mère, apprend sa mort, fait son deuil et prépare ses funérailles.

### Ganymède

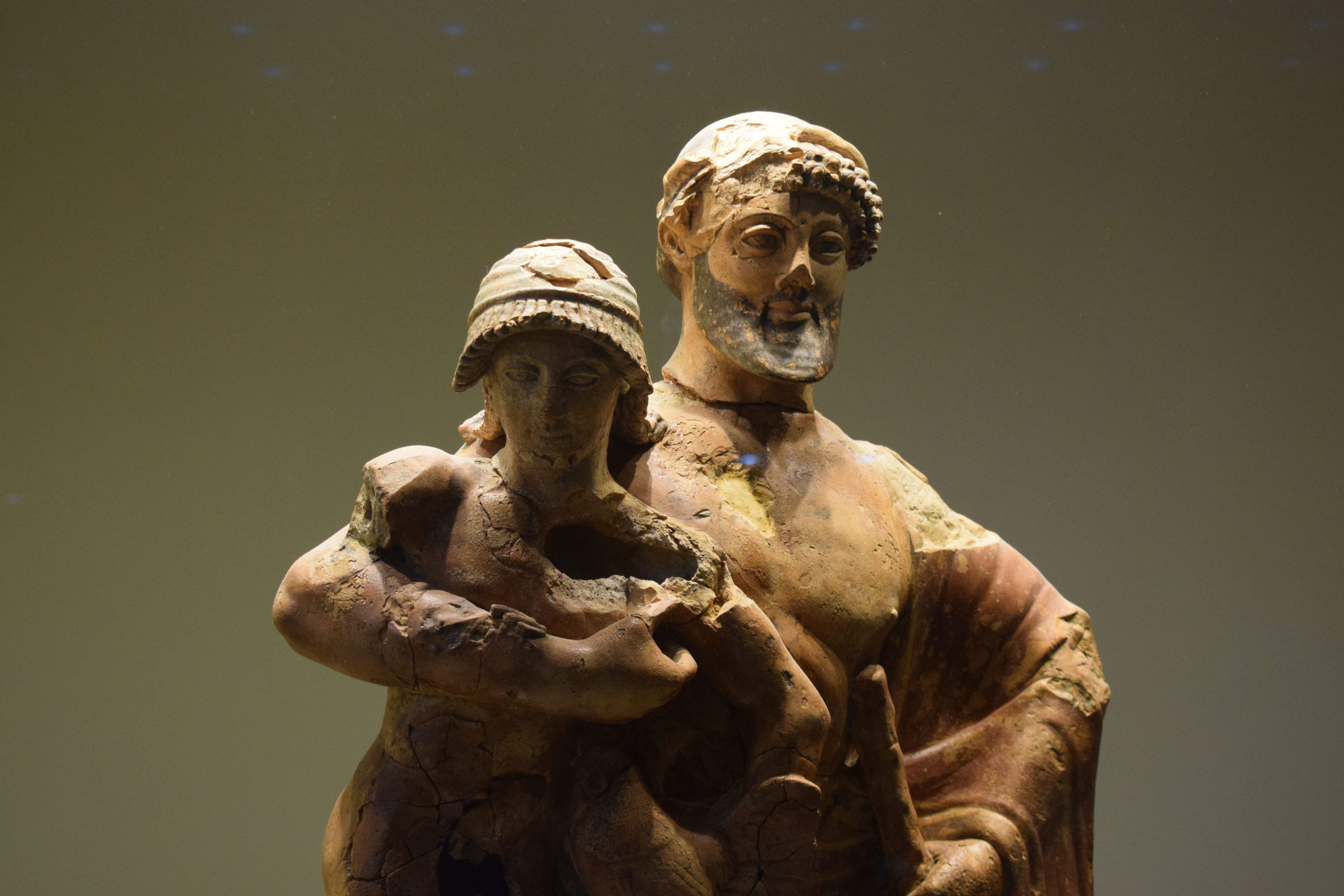
Zeus enlevant Ganymède (480-470 av. J.-C.)

La relation homosexuelle la plus connue de Zeus est celle avec Ganymède, jeune prince de Troie, le plus beau des mortels. Il est enlevé par le dieu métamorphosé en aigle, ou bien par un aigle envoyé par le dieu. Il est conduit à l'Olympe, où il devient l'échanson de Zeus. Le père de Ganymède reçoit des présents somptueux de la part de Zeus en compensation de cet enlèvement,.

### Callisto

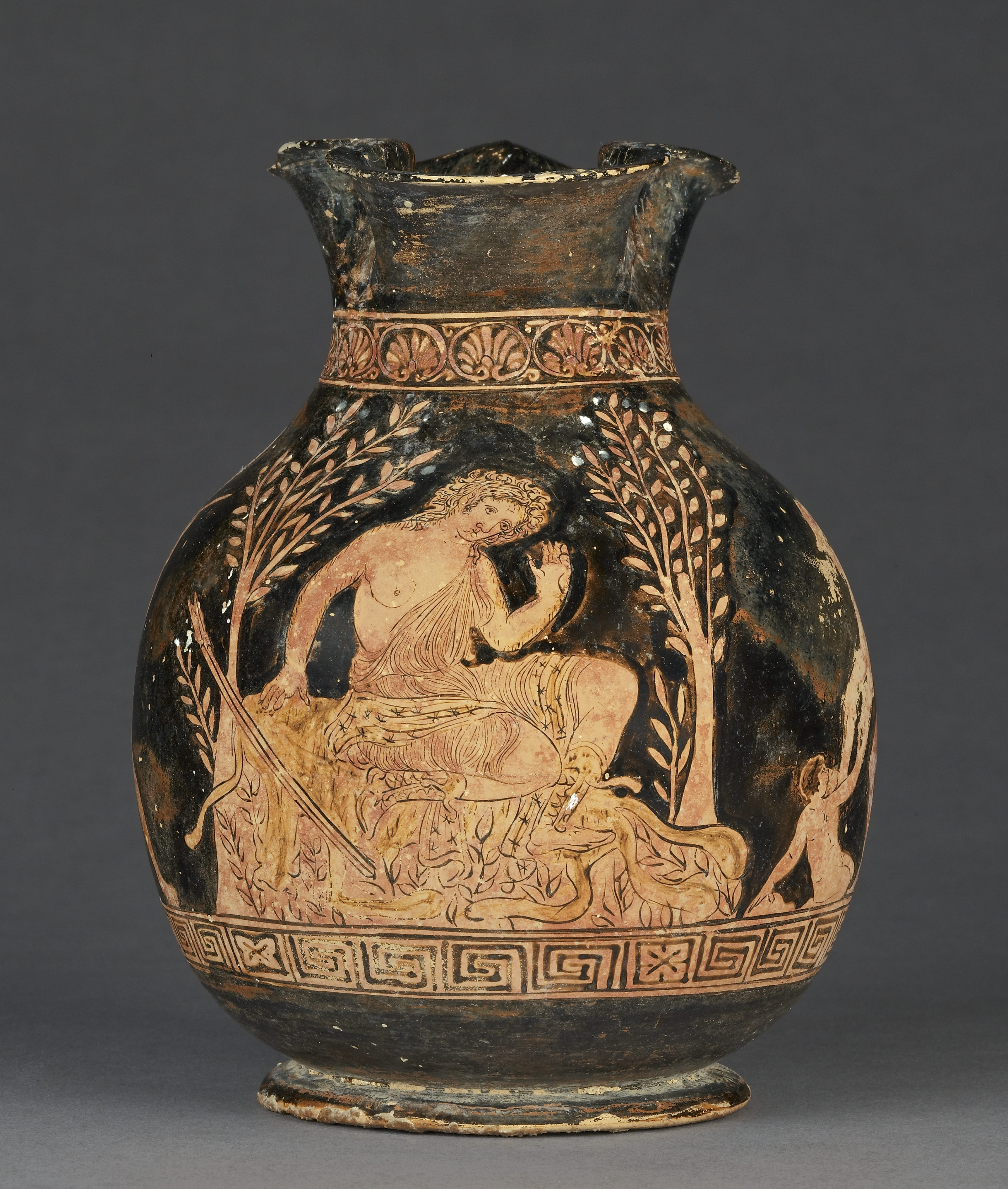
Callisto se transformant en ourse. Vase apulien à figures rouges, v. 360 av. J.-C. Getty Museum.

Parmi les autres récits les plus développés sur les rapts de Zeus, certains concernent des nymphes de l'entourage d'Artémis, déesse chaste qui imposait la même condition à ses suivantes, sous peine de mort. Cela n'empêche pas son père de les violer. Le cas de Callisto, princesse d'Arcadie, a donné lieu à diverses histoires. Selon Ovide, Zeus il prend l'apparence d'Artémis pour s'approcher d'elle. Le fait d'avoir perdu sa virginité cause son expulsion du groupe d'Artémis. Elle donne à Zeus un fils Arcas, qui devient roi d'Arcadie. La mère est transformée en ours, soit par Zeus pour la dissimuler à Héra, soit par Héra dans sa colère. Elle trouve la mort soit par les flèches d'Artémis, soit par celles de son fils Arcas, le tueur ignorant dans tous les cas la véritable identité de la victime. Dans la version d'Ovide, Zeus transporte la mère et le fils dans le ciel, où ils deviennent les constellations de la Grande Ourse et du Bouvier,,. 
Une autre suivante d'Artémis violée par Zeus est Maira, fille de Proïtos, qui lui donne un fils, Locros, et est tuée par Artémis parce qu'elle ne participait plus à ses chasses après avoir été violée par Zeus,.

### Io
Parmi les autres victimes de Zeus se trouve la nymphe Io, prêtresse d'Héra à Argos. Suscitant le désir du dieu, qui se métamorphose en nuage pour l'approcher, elle se retrouve prise au milieu d'une lutte entre celui-ci et son épouse. Cela conduit à sa transformation en vache, soit par Zeus pour la soustraire à Héra, soit par Héra pour la soustraire à Zeus. Dans tous les cas Héra la place sous la garde d'Argos Panoptès, gardien de troupeau sans pareil puisqu'il ne dort jamais et a des yeux sur tout son corps. Zeus charge Hermès de s'en débarrasser, et il parvient à le tuer par ruse. Io, toujours sous la forme d'une vache, est harcelée par un taon envoyé par Héra, de manière à l'empêcher de rester au même endroit. Eschyle a donné dans son Prométhée enchaîné une description pathétique de l'errance d'Io, subissant les actes de Zeus et d'Héra. Finalement elle s'établit en Égypte où Zeus lui rend sa forme d'origine, et où elle lui donne un enfant, Épaphos. Selon un mythe rapporté par le Pseudo-Apollodore (II, 1, 3), manifestement inspiré du mythe égyptien d'Isis et d'Osiris, Héra ordonne aux Courètes de dérober l'enfant, contraignant Io à de nouveaux voyages pour le retrouver. Zeus tue les Courètes en les foudroyant, la mère et l'enfant sont réunis,. 

« PROMÉTHÉE : Comment ne pas prêter l'oreille à la jeune fille qui tournoie sous le vol du taon, à l'enfant d'Inachos, qui naguère échauffa d'amour le cœur de Zeus et qui aujourd'hui, par la haine d'Héra, est contrainte aux longues courses qui la brisent ?

IO : Où donc as-tu appris le nom que tu prononces, le nom de mon père ? Réponds à l'infortunée : qui donc es-tu, misérable, pour saluer la misérable en termes si vrais, pour donner son nom au mal issu des dieux qui me consume et me taraude d'un aiguillon de folie vagabonde, hélas ! Dans l'infamie des bonds affamés dont la fougue m'emporte, j'arrive, victime des volontés rancunières d'Héra. Qui donc parmi les malheureux endure maux pareils, pareils, hélas ! à ceux qui sont les miens ? Est-il une issue, un remède à mon mal ? Montre-le-moi, si tu le sais. »

— Eschyle (trad. Paul Mazon), Prométhée enchaîné.

## Zeus, les jeunes filles et le viol
Ces récits dressent un tableau pathétique des jeunes filles avec lesquelles couche Zeus, qui sont soumises à plusieurs épreuves. W. Burkert a tiré de plusieurs de ces histoires (notamment celle de Callisto) un récit archétypal qu'il a surnommé la « tragédie de la jeune fille » (« girl's tragedy »), découpé en cinq temps : 1) départ de la maison (séparation de la famille) 2) séclusion 3) enlèvement/viol par Zeus; 4) tribulations (menaces de mort, errances, métamorphoses) 5) sauvetage (avec la naissance d'un enfant),. 
Ce motif interroge plus largement sur la caractérisation des relations sexuelles de Zeus avec les jeunes femmes et hommes mortels, et la place du viol par des dieux dans les mythes grecs. Dans les études modernes, les jeunes filles et jeunes hommes sont souvent présentées comme des « partenaires » et des « unions », mais ces rapports impliquent dans plusieurs cas l'emploi de la force, des rapts/enlèvements et/ou des tromperies. Ces épisodes ont été interprétés comme le reflet de la mentalité patriarcale grecque antique, ou bien comme des mises en récit de fantasmes sexuels (notamment les métamorphoses de Zeus pour s'accoupler), ou encore comme des récits avec des relents politiques. Selon certains spécialistes on peut dire que beaucoup des relations sexuelles de Zeus sont des viols et que ce dieu est le violeur par excellence de la mythologie grecque (un « master rapist » selon Keuls), alors que d'autres considèrent que les descriptions ne correspondent pas exactement à des viols. Ces interprétations sont complexifiées par le fait que tout le monde ne s'accorde pas sur la définition du viol, et que celle-ci a évolué au cours du temps. De plus les descriptions antiques reprennent un lieu commun qui veut que la victime d'un viol soit au moins en partie responsable de son agression, voire qu'elle y ait consenti et l'ait désirée. Cela est ici facilité par le statut éminent de Zeus, partenaire masculin le plus puissant possible, qu'aucune femme ne pourrait repousser et refuser, et qui le rend désirable. De son côté, Zeus se comporte selon S. Deacy comme un violeur qui produit des efforts importants pour s'accoupler (high-mating effort rapist), qui sélectionne des partenaires de choix pour lui donner des enfants remarquables (immortelles, princesses humaines, toutes d'aspect agréable), développe des stratégies élaborées pour parvenir à ses fins (enlèvements, métamorphoses), sans réellement s'impliquer ensuite dans la relation avec les victimes et l'éducation de sa progéniture, tout en n'étant pas non plus totalement indifférent à leur sort (il essaye de les protéger de la colère d'Héra),.

### Sources primaires
- Hésiode (trad. Philippe Brunet, édition de Marie-Christine Leclerc), Théogonie, Les Travaux et les Jours et autres poèmes, Paris, Le Livres de Poche, coll. « Classiques », 1999
- Hésiode (trad. Paul Mazon, introduction de Gabriella Pironti), Théogonie, Paris, Les Belles Lettres, coll. « Classiques en poche », 2008, 122 p.
- Hélène Monsacré (dir.), Tout Homère, Paris, Albin Michel/Les Belles Lettres, 2019

### Sources secondaires
- Pierre Lévêque et Louis Séchan, Les grandes divinités de la Grèce, Paris, Armand Collin, 1990 (1re éd. 1966).
- (en) Fritz Graf (trad. Thomas Marier), Greek Mythology : An Introduction, Baltimore, Johns Hopkins University Press, 1993 (1re éd. 1987)
- Pierre Grimal, Dictionnaire de la mythologie grecque et romaine, Paris, Presses universitaires de France, 2002, 15e éd. (1re éd. 1951)
- Timothy Gantz, Mythes de la Grèce archaïque, Belin, 2004 [détail de l’édition].
- (en) Robin Hard, The Routledge Handbook of Greek Mythology : Partially based on H.J. Rose's "Handbook of Greek Mythology", Oxon et New York, Routledge, 2020, 8e éd. (1re éd. 1928)
- Pierre Sineux, Qu'est-ce qu'un dieu grec ?, Paris, Klincksieck, 2006.
- Walter Burkert (trad. Pierre Bonnechere), La Religion grecque à l'époque archaïque et classique, Paris, Picard, 2011 (1re éd. 1977).
- (de) Albert Henrichs et Balbina Bäbler, « Zeus », dans Hubert Cancik et Helmuth Schneider (dir.), Der Neue Pauly, Altertum, vol. 12/2 : Ven-Z, Stuttgart et Weimar, J.B. Metzler, 2002, col. 782-791.
- (en) Fritz Graf, « Zeus », dans Simon Hornblower, Antony Spawforth et Esther Eidinow (dir.), The Oxford Classical Dictionary, Oxford, Oxford University Press, 2012, 4e éd., p. 1589-1591.
- (de) Christiane Krause, « Zeus », dans Maria Moog-Grünewald (dir.), Mythenrezeption: Die antike Mythologie in Literatur, Musik und Kunst von den Anfängen bis zur Gegenwart, Stuttgart, J. B. Metzler, coll. « Der Neue Pauly. Supplemente » (no 5), 2008, p. 674-678
- (en) Ken Dowden, Zeus, Londres et New York, Routledge, 2006 (ISBN 978-0-415-30503-7).
- Vinciane Pirenne-Delforge et Gabriella Pironti, L'Héra de Zeus : Ennemie intime, épouse définitive, Paris, Les Belles Lettres, 2016